# Akodon affinis
Akodon affinis é uma espécie de roedor da família Cricetidae.
Apenas pode ser encontrada na Colômbia.